# UCI-Cyclocross-Weltcup 2011/12
Beim UCI-Cyclocross-Weltcup 2011/12 wurden von Oktober 2011 bis Januar 2012 durch die Union Cycliste Internationale Weltcup-Sieger im Cyclocross ermittelt. 

## Elite

### Frauen
| Rnd | Datum             | Ort            | Erste                | Zweite                | Dritte            |
| --- | ----------------- | -------------- | -------------------- | --------------------- | ----------------- |
| 1   | 16. Oktober 2011  | Plzeň          | Katherine Compton    | Sanne van Paassen     | Kateřina Nash     |
| 2   | 23. Oktober 2011  | Tábor          | Kateřina Nash        | Daphny van den Brand  | Sanne van Paassen |
| 3   | 26. November 2011 | Koksijde       | Daphny van den Brand | Marianne Vos          | Katherine Compton |
| 4   | 18. Dezember 2011 | Namur          | Marianne Vos         | Lucie Chainel-Lefèvre | Katherine Compton |
| 5   | 26. Dezember 2011 | Heusden-Zolder | Marianne Vos         | Daphny van den Brand  | Sanne van Paassen |
| 6   | 15. Januar 2012   | Liévin         | Marianne Vos         | Daphny van den Brand  | Katherine Compton |
| 7   | 22. Januar 2012   | Hoogerheide    | Marianne Vos         | Daphny van den Brand  | Kateřina Nash     |

Gesamtwertung
| Platz | Name                  | Punkte |
| ----- | --------------------- | ------ |
| 1     | Daphny van den Brand  | 326    |
| 2     | Marianne Vos          | 290    |
| 3     | Katherine Compton     | 235    |
| 4     | Lucie Chainel-Lefèvre | 231    |
| 5     | Helen Wyman           | 208    |
| 6     | Sanne Cant            | 203    |

### Männer
| Rnd | Datum             | Ort            | Erster        | Zweiter       | Dritter                |
| --- | ----------------- | -------------- | ------------- | ------------- | ---------------------- |
| 1   | 16. Oktober 2011  | Plzeň          | Sven Nys      | Kevin Pauwels | Zdeněk Štybar          |
| 2   | 23. Oktober 2011  | Tábor          | Kevin Pauwels | Zdeněk Štybar | Klaas Vantornout       |
| 3   | 26. November 2011 | Koksijde       | Sven Nys      | Kevin Pauwels | Bart Aernouts          |
| 4   | 4. Dezember 2011  | Yurre          | Kevin Pauwels | Sven Nys      | Tom Meeusen            |
| 5   | 18. Dezember 2011 | Namur          | Sven Nys      | Niels Albert  | Klaas Vantornout       |
| 6   | 26. Dezember 2011 | Heusden-Zolder | Kevin Pauwels | Zdeněk Štybar | Sven Nys               |
| 7   | 15. Januar 2012   | Liévin         | Zdeněk Štybar | Kevin Pauwels | Radomír Šimůnek junior |
| 8   | 22. Januar 2012   | Hoogerheide    | Kevin Pauwels | Zdeněk Štybar | Klaas Vantornout       |

Gesamtwertung
| Platz | Name             | Punkte |
| ----- | ---------------- | ------ |
| 1     | Kevin Pauwels    | 590    |
| 2     | Sven Nys         | 540    |
| 3     | Zdeněk Štybar    | 525    |
| 4     | Klaas Vantornout | 450    |
| 5     | Tom Meeusen      | 373    |
| 6     | Francis Mourey   | 363    |

## U23

### Männer
| Rnd | Datum             | Ort         | Erster            | Zweiter            | Dritter                 |
| --- | ----------------- | ----------- | ----------------- | ------------------ | ----------------------- |
| 1   | 23. Oktober 2011  | Tábor       | Lars van der Haar | Elia Silvestri     | Mike Teunissen          |
| 2   | 26. November 2011 | Koksijde    | Gert-Jan Bosman   | Stan Godrie        | Micki Van Empel         |
| 3   | 15. Januar 2012   | Liévin      | Lars van der Haar | Julian Alaphilippe | Michael Vanthourenhout  |
| 4   | 22. Januar 2012   | Hoogerheide | Lars van der Haar | Julian Alaphilippe | Michiel van der Heijden |

Gesamtwertung
| Platz | Name               | Punkte |
| ----- | ------------------ | ------ |
| 1     | Lars van der Haar  | 220    |
| 2     | Julian Alaphilippe | 145    |
| 3     | Wietse Bosmans     | 131    |
| 4     | Arnaud Grand       | 102    |
| 5     | Elia Silvestri     | 98     |
| 6     | Stan Godrie        | 95     |

## Junioren

### Männer
| Rnd | Datum             | Ort         | Erster               | Zweiter          | Dritter          |
| --- | ----------------- | ----------- | -------------------- | ---------------- | ---------------- |
| 1   | 23. Oktober 2011  | Tábor       | Mathieu van der Poel | Quentin Jauregui | Daan Hoeyberghs  |
| 2   | 26. November 2011 | Koksijde    | Mathieu van der Poel | Daan Soete       | Wout Van Aert    |
| 3   | 15. Januar 2012   | Liévin      | Mathieu van der Poel | Silvio Herklotz  | Romain Seigle    |
| 4   | 22. Januar 2012   | Hoogerheide | Mathieu van der Poel | Anthony Turgis   | Quentin Jauregui |

Gesamtwertung
| Platz | Name                 | Punkte |
| ----- | -------------------- | ------ |
| 1     | Mathieu van der Poel | 240    |
| 2     | Quentin Jauregui     | 153    |
| 3     | Romain Seigle        | 145    |
| 4     | Daan Soete           | 131    |
| 5     | Silvio Herklotz      | 130    |
| 6     | Wout Van Aert        | 119    |